# Heliport Saqqaq

i7
i11
i13
Der Heliport Saqqaq (ICAO-Code: BGSQ) ist ein Hubschrauberlandeplatz in Saqqaq im westlichen Grönland. Da er kein Abfertigungsgebäude besitzt, wird der Heliport auch als Helistop bezeichnet.

## Lage und Ausstattung
Der Heliport liegt etwas nordöstlich des Dorfs, liegt auf einer Höhe von 38 Fuß und hat eine mit Schotter bedeckte 30 × 20 m große rechteckige Landefläche.

## Fluggesellschaften und Ziele
Der Heliport wird von Air Greenland bedient, welche regelmäßige Flüge zum Flughafen Ilulissat anbietet.